# Полоцко-Лепельская партизанская зона
Полоцко-Лепельская партизанская зона, бел. Полацка-Лепельская партызанская зона (осень 1942 года — 11 апреля 1944 года) — освобождённая в годы Великой Отечественной войны в тылу германских оккупационных войск территория Белорусской ССР, образовавшаяся в результате скоординированных боевых действий партизанских формирований на территории Ушачского района, части Полоцкого, Глубокского, Докшицкого, Лепельского, Бешенковичского и Шумилинского районов Витебской области (центром освобождённой партизанской зоны стал городской посёлок Ушачи).
В Полоцко-Лепельской партизанской зоне с осени 1943 года действовало соединение из 16 партизанских бригад, объединявших более 17 тысяч бойцов.

## История образования
В Ушачском районе организация партизанского движения началась в августе 1941 года. В соответствии с Постановлением ЦК ВКП(б) «Об организации борьбы в тылу германских войск» (от 18 июля 1941 года) Ушачский райком партии начинает активную работу по организации подпольного и партизанского движения на территории района.
В группу организаторов вошли партийные, советские и хозяйственные работники, оставленные на захваченной врагом территории для подпольной работы — секретарь райкома партии Бородавкин С. Я., инструкторы райкома партии Боркарь С. Б., Паршонок С. К., председатели сельских советов Коршун И. Т., Сорокин И. А., председатели колхозов Хвощ А. И., Волох А. Р., директор лесхоза Томашевич З. П., директор молокозавода Мощев М. Ф., учителя Василевский В. Я., Карабань А. А., Котленок П. П. и др. По решению Витебского обкома партии на территорию района были также направлены Дубровский Ф. Ф., Кулаков И. А., Карабань М. Ф., Гурко И. Ф.
На территориях всех сельсоветов района из оставшегося партийно-советского актива и комсомольцев началась организация подпольных групп, которые затем должны были стать базой для создания партизанских отрядов.
В августе 1941 года в районе стало действовать шесть подпольных групп (с общей численностью около 100 человек), охвативших своей деятельностью десять населённых пунктов.
В частности, в Глыбочанском сельсовете подпольная группа была образована в поселениях Глыбочка, Островляны, Усвица. В её состав вошли как местные жители, так и не вышедшие из окружения красноармейцы. Группу возглавили бывшие до войны зав.отделом кадров Пинского обкома комсомола Тябут М. А., директор Зайковской начальной школы Меховского района Василевский В. Я., секретарь Глыбочанского сельсовета Толочко В. Ф.
В мае 1942 года в Ушачский район прибыла группа лейтенанта Плохотнюка Т. Д., бежавшая в начале марта из Полоцкого лагеря военнопленных и обосновавшаяся вначале в придвинских лесах.
7 мая 1942 года на состоявшемся в районе совещании руководителей Усвицко-Глыбочанской подпольной группы и группы Плохотнюка Т. Д. было принято решение об объединении групп в партизанский отряд «Смерть фашизму». Командиром отряда был избран Плохотнюк Т. Д., комиссаром — Василевский В. Я.
В мае-июне в отряд влились подпольщики группы в деревне Ореховно (руководители Гирсёнок Т. П., Клопов И. А., Ястребов М. И.), группа в деревнях Апанасковичи, Яново (руководители Боркарь С. Б., Белов И. И., Косьмин И. К., Нестеров А. А.) и др., а также группы красноармейцев Конева А. Я. и Пучкова Н. М.
Первой операцией отряда стал разгром немецкого гарнизона Глыбочанской волостной управы. Партизаны атаковали немецкий гарнизон ночью и на здании комендатуры водрузили Красный флаг.
А уже в июне 1942 года на базе разросшегося отряда «Смерть фашизму» была развёрнута одноимённая партизанская бригада под командованием Мельникова В. В.
В августе 1942 года в Ушачском районе организовалась партизанская бригада «Дубова» — командир Дубровский Ф. Ф., комиссар Лобанок В. Е., являвшийся одновременно первым секретарём Лепельского подпольного РК КП(б) Белоруссии.
Образовавшиеся партизанские бригады в конце сентября 1942 года сумели освободить от немецких оккупационных войск районный центр Ушачи, затем был освобождён весь Ушачский район.
Летом 1943 года из этих бригад выделились отряды, на базе которых образовались уже четыре самостоятельные партизанские бригады: имени П. К. Пономаренко (командир Уткин Н. В., комиссар Тябут М. А.), Лепельская имени И. В. Сталина (командир Лобанок В. Е., комиссар Ярмош А. В.), бригада, сохранившая наименование «Смерть фашизму», командиром которой стал Мельников В. В., комиссаром Кореневский И. Ф. и бригада «Дубова», перебазировавшаяся в Чашникский район (командир Дубровский Ф. Ф., комиссар Бородавкин С. Я.).
Осенью 1943 года бригада «Смерть фашизму» была переименована в партизанскую бригаду имени «В. И. Чапаева» под командованием же Мельникова В. В. и комиссара Кореневского И. Ф., который одновременно был и первым секретарём Ушачского подпольного райкома партии ещё с июля 1942 года.
На северо-западе освобождаемой от немецких оккупационных войск зоны ещё с декабря 1942 года начала действовать бригада имени К. Е. Ворошилова, образованная прибывшим летом 1942 года с группой из-за линии фронта бывшим председателем Ветринского райисполкома Тябутом Д. В..
Летом 1943 года в освобождённой от оккупантов партизанской зоне в районе Ушач, Лепеля и Полоцка стали размещаться партизанские бригады: «За Советскую Белоруссию» (командир Романов П. М., комиссар Жижов Н. Г.), имени А. В. Суворова (командир Хомченко П. А., комиссар Усов Н. Е.), «Октябрь» (командир Юрченко Ф. К., комиссар Юкша И. И.), имени ЦК КП(б)Б (командир Медведев А. Д., комиссар Пучкарёв Н. Г.).
Осенью 1943 года в район действий Полоцк-Ушачи-Лепель перешли партизанские бригады: имени В. И. Ленина (командир Сакмаркин Н. А., комиссар Сипко А. В.), имени ВЛКСМ (командир Куксенок И. А., комиссар Зайцев Ф. И.), имени С. М. Короткина (командир Талаквадзе В. М., комиссар Эрдман А. Б.), диверсионная бригада имени В. И. Ленина (командир Горбатенков М. Т., комиссар Свирид В. С.).
Если первый год после оккупации Белоруссии был временем разовых, неорганизованных боевых выступлений партизан, то уже позднее были созданы (Постановлением ГКО от 30 мая 1942 года) Центральный штаб партизанского движения (в Москве) и Белорусский штаб партизанского движения (9 сентября 1942 года), наладилась связь партизан с Большой землёй.
В каждой области стали действовать подпольные обкомы партии. Они координировали действия партизан, имели связь со штабами партизанского движения и соединениями Красной Армии.
В партизанские отряды стали прилетать самолёты с оружием и боеприпасами. Партизанские же бригады стали объединять в большие организованные соединения под единым командованием. И это позволило им проводить более масштабные операции, освобождать целые территории и зоны.
К январю 1943 года базировавшиеся в Витебской области партизаны, в частности, полностью освободили от немецких войск Ушачский район вместе с райцентром и часть Полоцкого, Лепельского, Бешенковичского и ряда других районов. Образовалась огромная Ушачско-Лепельская (позднее - Полоцко-Лепельская) партизанская зона, территорию которой полностью контролировали партизаны.
В октябре 1943 года в соответствии с решением Центрального штаба партизанского движения (ЦШПД) организовывается в Полоцко-Лепельской зоне оперативная группа ЦК КП(б)Б и Белорусского штаба партизанского движения (БШПД) для координации деятельности дислоцировавшихся в ней партизанских бригад.
Секретарь Лепельского подпольного райкома партии Герой Советского Союза (звание присвоено 16.09.1943 г.) Лобанок В. Е. (с июля по октябрь 1943 года командир Лепельской бригады имени И. В. Сталина) был назначен уполномоченным ЦК КП(б)Б, БШПД и руководителем оперативной группы.
В группу также вошли подполковник Брюханов А. И., майор Бардадын А. Ф., капитан Зиненко И. И., капитан Фролов Д. А.
Подполковник Брюханов А. И. был прикомандирован к оперативной группе временно как начальник оперативного отдела Белорусского штаба партизанского движения. Он получил задание подробно изучить обстановку в зоне и оказать помощь группе в начальный период её деятельности. В феврале 1944 года Брюханова А. И. отозвали из группы.
На майора Бардадына А. Ф. возлагалась работа по военно-оперативной подготовке партизанских бригад и обеспечению связи с соединениями соседних зон.
Капитану Зиненко И. И. было поручено возглавить штабную работу.
Обязанности руководителя разведывательной службы опергруппы выполнял капитан Фролов Д. А., занимавший до этого должность заместителя командира по разведке Лепельской партизанской бригады.
Все приказы и распоряжения оперативной группы были обязательными для исполнения. В случае необходимости опергруппа могла самостоятельно принимать решения по организационным и оперативным вопросам.
Полоцко-Лепельская партизанская зона включала в себя освобождённые от немецких оккупационных войск весь Ушачский район и частично Полоцкий, Сиротинский (в ноябре 1961 года переименован в Шумилинский), Бешенковичский, Лепельский, Докшицкий, Плисский (в декабре 1962 года вошёл в состав Глубокского района), Ветринский (в 1960 году разделён между Полоцким и Ушачским районами) районы Витебской области.
Общая площадь партизанской зоны составляла около 3200 квадратных километров с 1220 населёнными пунктами, размещёнными на этой территории, в которых проживало более 80 тысяч человек, местных жителей и беженцев из оккупированных немецкими войсками городов и сёл.
Вокруг Полоцко-Лепельской партизанской зоны была создана сплошная оборонительная линия, на севере-востоке зоны она даже имела значительный участок, проходящий по левому берегу реки Западная Двина — общая протяжённость линии составляла около 240 километров. По линии были сооружены дзоты, вырыты окопы, другие оборонительные сооружения.
В соответствии с решением ЦШПД (начальник штаба Пономаренко П. К.) в ноябре-декабре 1943 года в Полоцко-Лепельскую зону для решения планировавшихся расширенных боевых задач были передислоцированы: Смоленский партизанский полк Садчикова (командир Садчиков И. Ф., комиссар Юрьев А. Ф.), 16-я Смоленская партизанская бригада (командир Шлапаков И. Р., комиссар Тимошенко Г. Н.), партизанская бригада «Алексея» (командир Данукалов А. Ф., комиссар Старовойтов И. И.) и 1-я Антифашистская партизанская бригада (командир Гиль-Родионов В. В., комиссар Тимчук И. М.).
С декабря 1943 года в Полоцко-Лепельской партизанской зоне действовало 16 партизанских бригад, объединявших более 17 тысяч народных мстителей.
Таким образом, действовавшие в Полоцко-Лепельской партизанской зоне под общим руководством оперативной группы ЦК КП(б)Б и БШПД партизанские бригады образовали Полоцко-Лепельское партизанское соединение. Штаб партизанского соединения размещался в районном центре Ушачи. Партизаны стали называть Ушачи «Партизанской столицей».
Создание крупного соединения означало вступление белорусского партизанского движения в новый этап своего развития, оно приняло организованный и массовый характер.
В глубоком тылу немецких войск фактически существовала по законам Советской власти «Партизанская республика».
У партизанского соединения был свой прочный тыл. На партизанские аэродромы Плиссы, Новоселье и Вечелье регулярно с Большой земли стали прилетать самолёты. Например, только за декабрь-январь 1944 года они доставили в зону около 700 тысяч винтовочных и автоматных патронов, а также патроны для противотанковых ружей, гранаты, тол, перевязочные материалы. Обратными рейсами было вывезено около 300 раненых партизан.
Командование и подпольный райком партии за каждым отрядом закрепили определённые зоны из освобождённых пунктов, в которых проводилась соответствующая работа по поддержанию порядка.
На этой территории по существу действовали органы Советской власти применительно к партизанским условиям.
В партизанской зоне с конца 1943 года почти в каждом крупном партизанском отряде открыли мастерские по производству и ремонту оружия, выплавке тола из неразорвавшихся снарядов и авиабомб. Благодаря принятым мерам удалось увеличить производство мин разного назначения, особенно противотанковых, гранат и другого вооружения.
Открыли кузнечно-слесарные, столярно-бондарные, гончарные, скипидарно-дегтярные предприятия, мастерские по изготовлению саней и лыж, по выделыванию кож и овчин, смолокурни, 20 заводов по производству льняного масла, 6 мельниц, 6 крупных рыболовецких артелей, вылавливавших сотни тонн рыбы. В деревне Крошино, например, работала шерсточесалка. В деревне Спащино располагалась швейная мастерская. Здесь шили партизанам шубы из овчин, маскировочные халаты из крестьянского полотна, бельё из парашютного шёлка, гимнастёрки и брюки из парашютных мешков для оружия. На освобождённой территории работали три электростанции.
Население зоны организованно поставляло партизанам хлеб и другие продукты. Партизаны в свою очередь оказывали необходимую помощь жителям в проведении весеннего сева и уборочных работ. Полевые работы в основном велись сообща.
Командиры и политработники отряда систематически выезжали в свою зону ответственности, проводили собрания, беседы с населением, выступали с лекциями и докладами перед ними, рассказывали о положении на фронтах и в партизанской зоне. Нередко выезжали агитбригады в составе докладчика и группы художественной самодеятельности.
Имелись бригадные партизанские госпитали. В отрядах были свои фельдшера, в ротах — санитары. Так что и партизаны, и население получали необходимую медицинскую помощь. В случаях тяжёлого ранения партизан самолётами переправляли за линию фронта. Были организованы аптеки, которые снабжали лекарствами партизан и гражданское население.
В Полоцко-Лепельской партизанской зоне по состоянию на 11 апреля 1944 года действовали под единым командованием следующие партизанские бригады:
- бригада «За Советскую Белоруссию» (командир Романов П. М., комиссар Жижов Н. Г.);
- бригада имени В. И. Ленина (командир Сакмаркин Н. А., комиссар Сипко А. В.);
- «16-я Смоленская бригада» (командиры Шлапаков И. Р., затем Алесенков И. К., комиссар Тимошенков Г. Н.);
- бригада имени В. И. Чапаева (командир Мельников В. В., комиссар Кореневский И. Ф.);
- «Полк Садчикова» (командир Садчиков И. Ф., комиссар Юрьев А. Ф.);
- бригада имени К. Е. Ворошилова (командир Тябут Д. В., комиссар Лемза В. А.);
- бригада имени ВЛКСМ (командир Куксенок И. А., комиссар Зайцев Ф. И.);
- бригада имени С. М. Короткина (командир Талаквадзе В. М., комиссар Эрдман А. Б.);
- бригада имени А. В. Суворова (командир Хомченко П. А., комиссар Усов Н. Е.);
- бригада «Октябрь» (командир Юрченко Ф. К., комиссар Юкша И. И.);
- бригада имени ЦК КП(б)Б (командир Медведев А. Д., комиссар Пучкарёв Н. Г.);
- «Диверсионная бригада имени В. И. Ленина» (командиры Горбатенков М. Т., затем Фурсо Е. У., комиссар Свирид В. С.);
- 1-я Антифашистская партизанская бригада (командир Гиль-Родионов В. В., комиссар Тимчук И. М.);
- бригада «Алексея» (командиры Данукалов А. Ф., затем Блохин В. А., комиссар Старовойтов И. И.);
- Лепельская бригада имени И. В. Сталина (командиры Короленко Д. Т., затем Ярмош А. В., комиссары Ярмош А. В., затем Качан В. Л.);
- бригада имени П. К. Пономаренко (командир Уткин Н. В., комиссар Тябут М. А.)[5][7].

## Участие в боевых действиях
Полоцко-Лепельская партизанская зона находилась в тылу немецкой 3-й танковой армии. Поэтому главной задачей партизан было разрушение немецких коммуникаций с целью затруднить тыловое снабжение немецких фронтовых частей, воспрепятствование быстрому маневрированию войск. Партизаны нападали на немецкие гарнизоны, разрушали железные дороги, минировали шоссейные пути, взрывали мосты.
Немецкие оккупационные войска периодически предпринимали различного масштаба наступательные и карательные операции в отношении партизан, дислоцировавшихся в Полоцко-Лепельской и соседних партизанских зонах, тем не менее, партизанским бригадам удавалось удерживать инициативу в своих руках и избегать разгрома.
Одна из первых таких операций под названием «Клетка обезьяны» («Affenkäfig») была проведена в декабре 1942 – январе 1943 года в северо-восточной части Витебской области.
В январе 1943 года немецкое командование перенесло свои активные карательные действия на партизанские бригады, дислоцировавшиеся в Полоцком и Россонском районах Витебской области, Себежском, Идрицком и Невельском районах Калининской области (операция имела кодовое название «Зимний лес» («Waldwinter»)).
Затем в районах Освеи и Дриссы северо-западнее Полоцка последовала целая серия карательных операций под кодовыми названиями «Диамант» («Diamant»), «Заяц-беляк» («Schneehase»), «Зимнее волшебство» («Winterzauber»).
19 мая 1943 года южнее Полоцко-Лепельской зоны началась ещё одна карательная операция немецких оккупационных войск под названием «Котбус» («Cottbus»), в которой приняли участие фронтовые части. Боевые действия немецкие части начали юго-западнее Лепеля с целью разгрома партизан в районе озера Палик. В район Лепеля к находившимся в обороне партизанам прибыло подкрепление из бригад имени К. Е. Ворошилова и имени В. И. Чапаева Полоцко-Лепельской зоны. У Пышно противник, применявший, в том числе, и танки, был остановлен. Здесь разгорелись ожесточённые бои, длившиеся 20 суток. Замыслы немецкого командования были сорваны — партизаны выстояли и отбили атаки.
Отголоски этих карательных операций немецких оккупационных войск всегда сказывались на положении и возможностях действий партизан в Полоцко-Лепельской зоне.
С лета 1943 года партизаны от боевых действий с небольшими группами немецких войск стали переходить к открытым боям с большими группировками, начали штурмовать крупные гарнизоны, расположенные в городах, крупных поселениях, на железнодорожных станциях.
Совместными действиями четырёх партизанских бригад Полоцко-Лепельской и Сенненско-Оршанской зон полностью был разрушен участок железной дороги Лепель–Орша. На всех станциях партизаны уничтожили водокачки и другое путевое хозяйство и, таким образом, привели дорогу в полную негодность.
Постоянно оккупационные немецкие войска находились в напряжении из-за диверсионных партизанских групп Полоцко-Лепельской зоны, которые успешно действовали на железных дорогах Полоцк–Молодечно, Вильнюс–Молодечно.
В июле 1943 года партизаны Полоцко-Лепельской зоны осуществили целый ряд одновременных ударов по тыловым объектам немецких войск, по их коммуникациям. В ходе этих операций были разгромлены немецкие гарнизоны в Фролковичах, Сокорово, Бочейково и Котовщине, уничтожены мосты через реку Улла.
Партизанские бригады Полоцко-Лепельской зоны приняли активное участие в боевых операциях, начавшихся 3 августа 1943 года в ходе спланированного в соответствии с приказом Ставки ВГК первого этапа «Рельсовой войны», завершившегося в первой половине сентября.
Так, Лепельская партизанская бригада имени И. В. Сталина с 3 по 28 августа взорвала 1236 рельсов, бригада имени В. И. Чапаева — 857, бригада имени К. Е. Ворошилова — 888 рельсов.
Успешно действовали на коммуникациях немецких войск бригады, впоследствии вошедшие в партизанское соединение, такие как бригада «Алексея», записавшая на свой боевой счёт более тысячи рельсов, смоленский «Полк Садчикова» — 1918 рельсов, бригада имени ЦК КП(б)Б — 213 рельсов и другие партизанские формирования.
Многие дороги, в том числе Полоцк–Молодечно, не могли использоваться немецкими войсками более двух недель.
Партизанские бригады зоны справились с выполнением боевой задачи и масштабного второго этапа «рельсовой войны» (операция «Концерт»), проходившего с 19 сентября по конец октября 1943 года.
Несмотря на сильную охрану, партизаны заняли несколько перегонов на железной дороге Полоцк–Молодечно и за одну ночь взорвали более 2500 рельсов, было убито и ранено много десятков немецких солдат.
На участках железной дороги Крулевщина–Подсвилье и Подсвилье–Зябки за пять дней было взорвано более 1500 рельсов. На 23 перегонах железнодорожные линии были загромождены составами с техникой и боеприпасами, и движение на ряде участков на некоторое время полностью прекратилось.
Борьба на коммуникациях оккупационных войск продолжалась с неослабевающей силой и после завершения второго этапа «рельсовой войны».
Осенью 1943 года объединёнными силами партизанских бригад Полоцко-Лепельской зоны была проведена смелая операция по разгрому немецкого гарнизона в городе Лепель. Здесь располагались три немецких пехотных полка, танковый батальон, артиллерийские и миномётные подразделения. Гарнизон был окружён сетью дотов и дзотов, проволочными заграждениями.
Штурм города в ночь на 20 октября 1943 года осуществляли пять партизанских бригад — Дубова, Лепельская, имени В. И. Чапаева, имени П. К. Пономаренко, Сенненская под общим командованием Дубровского Ф. Ф.
Партизаны разгромили железнодорожную станцию, сожгли склады с боеприпасами и горючим, уничтожили 4 танка, 2 орудия, много грузовых машин.
Одновременно были проведены успешные операции по разгрому немецких гарнизонов в Чашниках и Камене, где действовали партизанский полк Садчикова И. Ф., бригады Дубова и «За Советскую Белоруссию».
В середине января 1944 года осуществлены успешные оборонительные действия в районе населённых пунктов Красное и Улла, где немецкие оккупационные войска численностью до двух дивизий предприняли наступательную операцию против партизан. Однако операция немецкого командования была сорвана активными боевыми действиями партизанских бригад.
В феврале 1944 года, в ночь с 18 на 19 февраля, партизанской бригадой имени В. И. Чапаева (непосредственным исполнителем был партизанский отряд имени Н. А. Щорса) проведена дерзкая операция, получившая название «Звёздочка», в ходе которой скрытными действиями партизанами были выведены в лес и вывезены в Полоцко-Лепельскую партизанскую зону воспитанники Полоцкого детского дома в полном составе (около 200 детей), удерживавшиеся немецкой оккупационной администрацией в деревне Бельчица (южнее Полоцка), где размещался крупный гарнизон оккупационных войск. В конце марта—начале апреля освобождённые партизанами дети были эвакуированы лётчиками 1-го Прибалтийского фронта за линию фронта в советский тыл.

## Партизанский прорыв из окружения в мае 1944 года и Знамя Победы имеют общее звено
Весной 1944 года боевые действия партизанских бригад освобождённой зоны с немецкими оккупационными войсками во многом определялись приближением советско-германского фронта к её границам. В результате осенне-зимних действий Красной Армии в 1943-1944 году немецкая 3-я танковая армия лишилась основной линии снабжения по шоссейной и железной дорогам Орша—Витебск. Остававшаяся единственной линия снабжения немецкой армии по автодороге Парафьяново—Докшицы—Березино—Лепель—Бешенковичи в значительной степени контролировалась именно партизанами Полоцко-Лепельской зоны.
Задействованные немецкие войска на охране коммуникаций 3-й танковой армии не могли напрямую быть использованы в наступательных операциях против партизан. Соответственно для проведения карательных экспедиций в освобождённые партизанами зоны командование немецких войск вынуждено было всё время выделять дополнительные воинские контингенты. С приходом весны 1944 года такое положение дел не могло продолжаться дальше — немецкому командованию крайне необходимо было освободить тылы в преддверии летней наступательной кампании Красной Армии.
Возможность расправиться немецким оккупационным войскам с Полоцко-Лепельской партизанской зоной представилась весной 1944 года в апреле-мае, когда ослабленная после многомесячных (конца 1943 года — начала 1944 года) наступательных действий Красная Армия не могла далее без дополнительной подготовки проводить значительные операции. Фронт застыл в менее 100 километрах от северо-восточной границы партизанской зоны.
И 11 апреля 1944 года началась самая масштабная, из когда-либо проводившихся в Белоруссии, карательная операция немецких оккупационных войск против партизан под кодовым названием «Frühlingsfest» («Весенний праздник»).
Осуществлялась полная круговая блокада занятых партизанами территорий с непрерывным их сжатием к центру в Ушачах. На территориях, захваченных у партизан, проводились карательные действия, в том числе, и против находившегося там мирного населения.
В задачи этой карательной операции входило полностью очистить Полоцко-Лепельскую зону как от партизан, так и от мирного населения, которое предполагалось вывезти в Германию — всех работоспособных и детей, остальных уничтожить.
В операции немецкое командование задействовало группировку войск численностью около 60 тысяч человек, в том числе около 20 тысяч привлечённых войсковых частей вермахта, 137 танков, 235 орудий, около 70 самолётов, 2 бронепоезда.
См. статью «Операция «Весенний праздник» и партизанский прорыв под Ушачами весной 1944 года».
Партизанские силы в 16 бригадах, объединённые в соединение общим командованием оперативной группы ЦШПД, ЦК КП(б)Б и БШПД, составляли 17 185 человек, имелось небольшое количество орудий, миномётов, противотанковые ружья, более 700 пулемётов, различное стрелковое вооружение.
Партизанские формирования, образовавшие круговую оборону с центром в городе Ушачи, смогли 25 дней противостоять численно и технически превосходящим силам немецких оккупационных войск. Немецким войскам удалось сжать кольцо окружения, блокировав партизанские бригады северо-западнее Ушач в Матыринском лесу.
В ночь на 5 мая 1944 года, сконцентрировав оставшиеся силы партизанских бригад на небольшом участке, Полоцко-Лепельское партизанское соединение осуществило прорыв из окружения в южном направлении на деревни Паперино, Новое Село.
Партизаны понесли значительные потери, но вырвавшиеся партизанские бригады смогли продолжить сражаться с немецкими оккупационными войсками, передислоцировавшись в другие районы Витебской области, до соединения с частями Красной Армии, начавшей 23 июня 1944 года стратегическую наступательную операцию «Багратион».
Символично, что одним из тех партизан, кто вырвался из немецкого окружения под Ушачами и затем продолжил успешный боевой путь в составе Красной Армии, был разведчик партизанской бригады «Полк Садчикова» Полоцко-Лепельского партизанского соединения Михаил Егоров, который с Алексеем Берестом и Мелитоном Кантария водрузил Знамя Победы над поверженным Рейхстагом в Берлине в конце Великой Отечественной войны.

## Память
В 1968 году в городском посёлке Ушачи создан музей Народной Славы, в экспозиции которого собраны материалы о героической борьбе партизан Ушачского района в годы Великой Отечественной войны, показан их вклад в общую победу. В 1985 году музей переехал в новое здание, построенное к 40-летию со Дня Победы. На главном фасаде музея размещена монументальная композиция «Прорыв» художника Ю. Любимова.
В 1999 году музею было присвоено имя одного из организаторов партизанского движения в Белоруссии в годы Великой Отечественной войны — Героя Советского Союза В. Е. Лобанка.
В Ушачском музее народной славы имени Владимира Елисеевича Лобанка собраны материалы о начале партизанского движения в крае и борьбе партизан в последующие годы Великой Отечественной войны, представлены документы и личные вещи партизан, рассказано о трагедии советского мирного населения во время карательной операции немецких оккупационных войск весной 1944 года.
Накануне 3 июля 1974 года, Дня празднования 30-летия освобождения Белоруссии от немецко-фашистских захватчиков, в 7 километрах северо-западнее Ушач между сёлами Двор Плино и Паперино (месте кровопролитной битвы партизан с немецкими оккупационными войсками при прорыве из окружения) в ознаменование майского 1944 года подвига партизан Полоцко-Лепельской зоны был торжественно открыт мемориальный комплекс «Прорыв».
Композиция мемориального комплекса символически воспроизводит героический прорыв партизанскими бригадами блокады, проводившейся после окружения в начале мая 1944 года немецкими оккупационными войсками.
От входа в комплекс проложена вымощенная камнем дорога в направлении, в котором прорывались партизаны в ночь на 5 мая 1944 года. В конце дороги перед входом на верхнюю площадку комплекса возвышается проломленная каменная стена, за проломом установлен величественный монумент партизана с автоматом в руках, героически пробившегося сквозь вражескую «стену» окружения.
На верхней площадке комплекса («Площадь Памяти») возле монумента лежат мемориальные плиты, на которых увековечены установленные имена более 1400 партизан, погибших во время блокады и прорыва из вражеского окружения. В честь каждой из 16-ти партизанских бригад, участниц апрельско-майских боёв 1944 года и легендарного прорыва, было высажено 16 дубов — символ величия духа и стойкости партизан.